# VirtualBox
VirtualBox je multiplatformní virtualizační nástroj distribuovaný jak pro Linux/Unix, tak pro Windows a Mac OS. VirtualBox vyvíjela původně německá společnost Innotek GmbH, kterou zakoupila v únoru 2008 společnost Sun Microsystems, již koupila v dubnu 2009 firma Oracle. Jeho uživatelské rozhraní a funkcionalita je velmi podobná Microsoft Virtual PC 2007 s tím rozdílem, že podporuje více jazyků, hardwarovou virtualizaci a připojování USB zařízení z hostitelského systému do virtuálního stroje.

## Charakteristika
VirtualBox umožňoval používat softwarovou (pro 32bitové virtualizované operační systémy) nebo hardwarovou virtualizaci. Verze 6.1 podporuje pouze hardwarovou virtualizaci, takže procesor na používaném počítači musí podporovat hardwarová rozšíření Intel VT-x nebo AMD-V. VirtualBox verze 4 z prosince 2010 přinesl podporu rozšiřujících zásuvných modulů (pluginů) nazvaných Extension Packs (soubory s příponou .vbox-extpack) a byla pozměněna licenční politika. Verzi 5 přidala paravirtualizaci a podpora USB3. Verze 6 přidala podporu vnořené virtualizace (virtualizace ve virtualizovaném prostředí). Verze 7 přidala podporu virtualizovaného TPM čipu a Secure Bootu. Verze 7.1 odstranila podporu pro Windows 8.1.
Pokud je v běžícím systému použit Hyper-V (např. pro zvýšení bezpečnosti počítače), VirtualBox ho využívá (což může vést ke snížení výkonu, protože VirtualBox je hypervizor Typu 2, zatímco Hyper-V je nativní Typ 1).

## Licence a součásti
VirtualBox sestává ze tří do určité míry samostatných komponent:
- VirtualBox (základní aplikace)
- VirtualBox Guest Additions
- Oracle VirtualBox Extension Pack

První dva, tedy samotný VirtualBox i Guest Additions (doplňky pro instalaci ve virtuálním systému), jsou uvolněny pod standardní licencí GNU General Public License (GNU/GPL), verze 2, tedy zdrojové jsou volně dostupné a použití je svobodné pro domácí i komerční použití v souladu s licencí.
Poslední část, Oracle VirtualBox Extension Pack, je dostupná pod licencí „VirtualBox Personal Use and Evaluation License“ (PUEL); v této podobě je VirtualBox nabízen výhradně v licenci pro osobní použití nebo pro zkušební účely. V případě komerčního použití je nutno si tuto část zakoupit. Pod touto licencí (PUEL) byl dříve (před verzí 4.0) poskytován i předkompilovaný binární kód.

## Základní funkce
Podpora více jazyků
VirtualBox umí od verze 1.5 přepínat mezi různými jazyky a podporuje externí jazykové soubory.
Snímky (Snapshots)
Podpora ukládání aktuálních obrazů (snímků) stavu virtuálního stroje včetně jeho operačního systému (kompletní konfigurace a stav); tato funkce umožňuje provést zálohu stavu systému před provedením kritického testu, který pokud selže umožní rychlou obnovu do původního stavu systému a opakování testu.
Bezešvý režim (Seamless mode)
Bezešvý režim umožní „vysunout“ vybranou aplikaci z virtuálního stroje do hostitelského systému; uživatel tak může zdánlivě pracovat s aplikacemi Microsoft Outlook 2003 nebo Windows Internet Explorer 7 v Linuxu, aniž by bylo zpozorováno, že tyto aplikace běží ve skutečnosti ve virtualizovaném celém operačním systému (např. Windows XP SP2).
Podpora přenosu obsahu schránky
Podpora přenosu obsahu schránky mezi hostitelským a virtuálním systémem
Sdílené složky
Tato funkce umožní nasdílet vybrané složky z hostitelského systému do virtuálního i bez funkčního síťového prostředí.
Speciální ovladače a nástroje pro snadnější přepínání mezi systémy
Ovládání přes příkazovou řádku
Podpora hardwarové virtualizace
VirtualBox podporuje technologie hardwarové virtualizace společností Intel VT a AMD AMD-V.

## Rozšířená funkcionalita proprietární verze (PUEL)
Samostatně vyvíjená verze VirtualBoxu a šířená pod vlastní verzí licenční smlouvy v komerční podobě nabízí tyto funkce:
Remote Display Protocol (RDP) Server
Tato funkce nabízí podporu běžícího RDP serveru nad všemi virtuálními stroji VirtualBoxu a umožňuje připojení k nim s pomocí RDP protokolu (podobně jako VMware Workstation podporuje podobně připojování k virtuálním strojům pomocí VNC protokolu).
Podpora USB
VirtualBox podporuje připojení USB zařízení (standardu 1.1, 2.0 a 3.0) do virtuálních strojů.
USB over RDP
Tato funkce umožňuje připojení v kombinaci s RDP serverem připojení USB zařízení ze vzdáleného klienta do virtuálního stroje.
iSCSI initiator
VirtualBox obsahuje podporu iSCSI s možností připojování takových zařízení do virtuálních strojů.
Extension Pack
Balíček Extension Pack poskytuje rozšířenou funkcionalitu aplikace o nové funkce:
- podpora pro USB 3.0,
- VirtualBox RDP,
- PXE boot (spuštění operačního systému po síti) pro síťové karty Intel.

## Podporované operační systémy
VirtualBox podporuje běh v těchto hostitelských operačních systémech:
- Windows 4.x (95/98/ME)
- Windows 2000 Service Pack 3 a vyšší
- Windows XP (všechny Service Pack)
- Windows Server 2003 až 2025
- Windows Vista
- Windows 7
- Windows 8
- Windows 8.1
- Windows 10
- Windows 11
- Debian GNU/Linux 3.1 („sarge“) a 4.0 („etch“)
- Fedora Core 4 až 8
- Gentoo Linux
- Redhat Enterprise Linux 3, 4 a 5
- SUSE Linux 9 a 10, openSUSE 10.1, 10.2 a 10.3, 11.3, 11.4, 12.1
- Ubuntu 5.10 „Breezy Badger“, 6.06 „Dapper Drake“, 6.10 „Edgy Eft“, 7.04 „Feisty Fawn“, 7.10 „Gutsy Gibbon“, 8.04 „Hardy Heron“, 10.04 „Lucid Lynx“, 10.10 „Maverick Meerkat“, 11.04 „Natty Narwhal“, 11.10 „Oneiric Ocelot“, 12.04 „Precise Pangolin“, 12.10 „Quantal Quetzal“, 13.04 „Raring Ringtail“, 13.10 „Saucy Salamander“, 14.04 „Trusty Tahr“, 14.10 „Utopic Unicorn“, 15.04 „Vivid Vervet“, 15.10 „Wily Werewolf“, 16.04 „Xenial Xerus“, 16.10 „Yakkety Yak“ a 17.04 „Zesty Zapus“
- Mandriva 2007.1, 2008.0, 2009.0, 2009.1, 2010.0, 2010.1, 2011.0
- Apple macOS
- Solaris 10 a 11

VirtualBox podporuje jak 32bitové (x86), tak 64bitové (x64) prostředí výše uvedených systémů.

### Podporované virtualizované operační systémy
- Windows NT 4.0 – plná podpora; omezená funkčnost Guest Additions
- Windows 2000 / XP / Vista / Windows 7 / Windows 8 / Windows 8.1 / Windows 10 / Windows 11 / Server 2003 až 2025 – plná podpora
- MS-DOS / Windows 3.x / 4.x (95/98/ME) – provedeno omezené testování; Guest Additions nejsou k dispozici
- Linux jádro 2.4 – omezená podpora
- Linux jádro 2.6 – plná podpora
- FreeBSD – omezená podpora; Guest Additions nejsou k dispozici
- OpenBSD – verze 3.7 a 3.8 jsou podporovány; Guest Additions nejsou k dispozici
- IBM OS/2 Warp 4.5 – vyžadována hardwarová virtualizace pro běh. Oficiálně podporována pouze verze MCP2, ostatní verze OS/2 mohou a nemusí fungovat; omezená funkčnost Guest Additions
- Solaris